# Jesper Brodin
Jesper Brodin, född 9 november 1968 i Göteborg, är en svensk företagsledare och sedan 2017 vd för Ingka Group som äger majoriteten av Ikea. Brodin har arbetat inom Ikea sedan 1995 och har haft flera olika roller, bland annat som assistent till Ingvar Kamprad.
Brodin har en masterexamen i industriell ekonomi från Chalmers tekniska högskola.
År 2024 listade tidskriften Time honom som en av världens 100 mest inflytelserika personer.